# Keller (Virginia)
Keller es una localidad del Condado de Accomack, Virginia, Estados Unidos. Según el censo de 2000 tenía una población de 173 habitantes y una densidad de población de 196.5 hab/km².

## Demografía
Según el censo de 2000, había 173 personas, 77 hogares y 45 familias residiendo en la localidad. La densidad de población era de 196,5 hab./km². Había 90 viviendas con una densidad media de 102,2 viviendas/km². El 80,92% de los habitantes eran blancos, el 12,72% afroamericanos, el 0,58% amerindios, el 3,47% de otras razas y el 2,31% pertenecía a dos o más razas. El 5,78% de la población eran hispanos o latinos de cualquier raza.
Según el censo, de los 77 hogares en el 22,1% había menores de 18 años, el 45,5% pertenecía a parejas casadas, el 11,7% tenía a una mujer como cabeza de familia y el 40,3% no eran familias. El 29,9% de los hogares estaba compuesto por un único individuo y el 16,9% pertenecía a alguien mayor de 65 años viviendo solo. El tamaño promedio de los hogares era de 2,25 personas y el de las familias de 2,78.
La población estaba distribuida en un 17,9% de habitantes menores de 18 años, un 9,8% entre 18 y 24 años, un 35,3% de 25 a 44, un 19,1% de 45 a 64 y un 17,9% de 65 años o mayores. La media de edad era 40 años. Por cada 100 mujeres había 90,1 hombres. Por cada 100 mujeres de 18 años o más, había 86,8 hombres.
Los ingresos medios por hogar en la localidad eran de 25.500 dólares ($) y los ingresos medios por familia eran 28.750 $. Los hombres tenían unos ingresos medios de 34.792 $ frente a los 25.938 $ para las mujeres. La renta per cápita para la ciudad era de 15.417 $. El 22,3% de la población y el 14,0% de las familias estaban por debajo del umbral de pobreza. El 34,5% de los menores de 18 años y el 14,3% de los habitantes de 65 años o más vivían por debajo del umbral de pobreza.

## Geografía
Según la Oficina del Censo de los Estados Unidos, la localidad tiene un área total de 0,9 km², todos ellos correspondientes a tierra firme.